# FoFiTO
O Departamento de Fonoaudiologia, Fisioterapia e Terapia Ocupacional (FoFiTO) da Faculdade de Medicina da Universidade de São Paulo (FMUSP) abriga os cursos de graduação que dão o nome ao departamento. Os três cursos existem há aproximadamente 50 anos na FMUSP.